# Rikuya Izutsu
Rikuya Izutsu (井筒 陸也 Izutsu Rikuya?), född 10 februari 1994 i Osaka prefektur, är en japansk fotbollsspelare.
Izutsu började sin karriär 2016 i Tokushima Vortis. Han spelade 54 ligamatcher för klubben.